# Incubatore aziendale
L'incubatore aziendale (business incubator in inglese) è un programma progettato per accelerare lo sviluppo di imprese attraverso una serie di risorse di sostegno e servizi, sviluppata e orchestrata dall'incubator management ed offerte sia tramite l'incubator che attraverso la sua rete di contatti.
Gli incubatori variano nel modo in cui forniscono i loro servizi, nella loro struttura organizzativa, e nel tipo di clienti che servono. Il positivo completamento di un programma di business incubation aumenta la probabilità che una startup rimanga in attività per il lungo termine: storicamente, l'87% degli incubator graduate continua l'attività.
Gli incubatori differiscono dai centri di ricerca e di tecnologia per il loro essere dedicati alle aziende all'inizio della loro attività. Centri di ricerca e parchi tecnologici, dall'altro lato, tendono ad essere grandi progetti che ospitano tutto dalle grandi società, enti governativi o laboratori universitari fino alle imprese di dimensioni molto piccole. La maggior parte dei centri ricerca e dei parchi tecnologici non offre alle aziende servizi di assistenza, che sono il segno distintivo di un programma di business incubation. Tuttavia, molti di centri ricerca e parchi tecnologici ospitano programmi di incubazione. L'incubatore aziendale differisce inoltre dallo startup studio in quanto l'incubatore lavora solo con startup create da terzi e detiene una percentuale di equity nulla o inferiore a quella presa da uno startup studio.

## Stati Uniti
Gli incubatori differiscono anche dalla americana Small Business Development Center (SBDC), nel fatto che servono solo determinati clienti. Gli SBDC sono tenuti per legge ad offrire attività di assistenza generale a qualsiasi società che li contatti per un aiuto. Inoltre, gli SBDC non si concentrano sullo startup e sulle aziende in fase iniziale, ma lavorano con qualsiasi piccola impresa in qualsiasi fase di sviluppo essa si trovi. Molti programmi di business incubation collaborano con i loro partner locali SBDC per creare uno "one-stop shop" per il sostegno imprenditoriale.
Solo nel 2005, i programmi di incubazione nord americani hanno assistito più di 27.000 imprese che hanno fornito l'occupazione per più di 100.000 lavoratori e hanno generato entrate annuali di 17 miliardi di dollari.

### Il processo di incubazione
I servizi più comuni di incubazione sono:
- Aiuto per la Business Basics
- Attività di networking
- Assistenza di marketing
- Accesso internet ad alta velocità
- Aiuto per la contabilità / gestione finanziaria
- Accesso a prestiti bancari, fondi di credito e programmi di garanzia
- Aiuto per le tecniche di presentazione
- Link a risorse di istruzione superiore
- Collegamenti a partner strategici
- Accesso a angel investors o al venture capital dei venture capitalists (VC)
- Programmi comprensivi di business training
- Bacheche di avvisi e mentori
- Scelta del team di management
- Aiuto con i marchi di impresa
- Assistenza per la commercializzazione tecnologica
- Aiuto per la conformità alle normative
- Gestione della proprietà intellettuale

A differenza di molti programmi di assistenza delle imprese, i business incubator non servono qualsiasi società. Gli imprenditori che desiderano entrare in un programma di business incubation devono richiedere l'ammissione. I criteri di accettazione variano da programma a programma, ma in generale sono ammessi solo quelli dotati di una idea fattibile e una pianificazione di attività percorribile. È questo fattore che rende difficile confrontare le percentuali di successo di imprese incubate rispetto alle statistiche generali di sopravvivenza delle attività.
Sebbene la maggior parte degli incubatori offra ai loro clienti spazio ufficio e servizi amministrativi condivisi, il cuore di un vero programma di business incubation sono i servizi che offre alle startup.
Più della metà dei programmi di incubazione, interpellate dalla National Business Incubation Association statunitense nel 2006, ha riferito che forniscono il loro servizio anche a clienti affiliati o virtuali. Queste società non risiedono nella struttura di incubazione. I clienti affiliati possono essere attività domestiche o aziende in fase iniziale che hanno una loro sede, ma possono beneficiare dei servizi di incubazione. I clienti virtuali possono essere troppo lontani da un impianto di incubazione per partecipare sul posto, e così ricevono consulenze e altre forme di assistenza per via telematica.
La quantità di tempo che trascorre una società in un programma di incubazione può variare notevolmente a seconda di una serie di fattori, tra cui il tipo di attività e le conoscenze specifiche dell'imprenditore. Le attività di "life sciences" (scienze della vita), e altre imprese con lunghi cicli di ricerca e di sviluppo, richiedono più tempo in un programma di incubazione rispetto alle attività manifatturiere, o di quelle di fornitura di servizi che possono immediatamente produrre e portare un prodotto o un servizio al mercato. In media, i clienti degli incubatori passano 33 mesi in un programma. Molti programmi di incubazione fissano i requisiti di conclusione del programma tramite lo sviluppo di parametri di riferimento, come ad esempio i ricavi societari o i livelli del personale, piuttosto che la durata del programma stesso.

### Tipi di incubatore, obiettivi, e sponsor
I settori industriali sostenuti da programmi di incubazione sono:
- Tecnologia
- Software per computer
- Servizi / professionali
- Artigianato
- Internet
- Bioscienze / scienze della vita
- Elettronica / microelettronica
- Telecomunicazioni
- Hardware
- Dispositivi medici
- La tecnologia wireless
- Tecnologia healthcare
- Materiali avanzati
- Difesa / sicurezza
- Energia
- Ambiente / tecnologie pulite
- Media
- Nanotecnologie
- Costruzione
- Arte
- Aerospaziale
- Cucina / cibo
- Vendita al dettaglio
- Moda
- Legno / forestali
- Turismo

Più della metà di tutti i programmi di incubazione sono progetti "mixed-use", cioè, lavorano con clienti da una certa varietà di settori. Gli incubatori tecnologici rappresentano il 39% dei programmi di incubazione.
La business incubation è stata riconosciuta come un mezzo per soddisfare una varietà di esigenze di politica economica e socio-economica, che possono includere:
- Creazione di posti di lavoro e di ricchezza
- Favorire il clima imprenditoriale di una comunità
- Commercializzazione della tecnologia
- Diversificazione delle economie locali
- Costruire o accelerare la crescita dei locali cluster di industrie
- Creazione e mantenimento di imprese
- Incoraggiare le donne o le minoranze all'imprenditoria
- Individuazione di potenziali opportunità di business spin-in o spin-out
- Rivitalizzazione delle comunità.

Circa un terzo dei programmi di business incubation sono sponsorizzati da organizzazioni di sviluppo economico. Enti di governo (ad esempio, città o contee) rappresentano il 21% dei programmi di sponsorizzazione. Un altro 20% sono sponsorizzati da istituzioni accademiche, tra cui college, università e istituti tecnici.
In molti paesi, i programmi di incubazione sono finanziati dalle amministrazioni regionali e dai governi nazionali come parte di una strategia di sviluppo economico. Negli Stati Uniti, tuttavia, la maggior parte dei programmi di incubazione sono indipendenti, a base comunitaria e progetti dotati di risorse. La Economic Development Administration statunitense è una frequente fonte di fondi per lo sviluppo di programmi di incubazione, ma una volta che un programma è aperto e operativo di solito non riceve finanziamenti federali; pochi stati offrono un finanziamento centralizzato agli incubatori. I canoni di locazione e/o le rette dei clienti costituiscono il 59% dei ricavi di un incubatore, seguiti da contratti per la fornitura di servizi (18%) e da sussidi in contanti (15%).
Molti programmi di incubazione a fini di lucro o privati sono stati avviati alla fine degli anni novanta da investitori che cercano di schiudere rapidamente le imprese e incassare grandi ricavi. All'epoca, l'NBIA stimava che quasi il 30% di tutti i programmi di incubazione sono stati investimenti a scopo di lucro. In seguito al collasso delle dot-com, tuttavia, molti di questi programmi sono stati chiusi. Nel sondaggio dell'NBIA del 2002 sullo stato della business incubation, solo il 16% degli incubatori che hanno risposto erano a scopo di lucro. Nel SOI (State of Incubation) del 2006, solo per il 6% degli intervistati si trattava di attività a fini di lucro.
Anche se alcuni programmi di incubazione (indipendentemente dal fatto che il loro status fosse o meno a scopo di lucro) acquisiscono partecipazioni nelle imprese clienti, la maggior parte non lo fanno. Solo il 25% dei programmi di incubazione riportano di acquistare partecipazioni in alcuni o in tutti i loro clienti.

### Storia
Il concetto formale di business incubation ha avuto inizio negli Stati Uniti d'America nel 1959 quando Joseph Mancuso ha aperto il Batavia Industrial Center in un magazzino di Batavia, New York. L'incubazione si è espansa negli Stati Uniti negli anni ottanta e si è diffusa nel Regno Unito e in Europa attraverso varie forme connesse (ad esempio, centri di innovazione, pépinières d'entreprises, tecnopoli, parchi scientifici).
La National Business Incubation Association americana stima che ci sono circa 5.000 incubatori in tutto il mondo. Nel mese di ottobre 2006, sono stati individuati più di 1.400 incubatori in Nord America, a partire da soli 12 nel 1980. L'Her Majesty's Treasury ha individuato circa 25 sistemi di incubazione nel Regno Unito nel 1997; nel 2005, l'UKBI ha individuato circa 270 ambienti di incubazione in tutto il paese. Uno studio finanziato dalla Commissione Europea nel 2002 ha individuato circa 900 ambienti di incubazione in Europa occidentale. Al 2018, il gruppo di ricerca del Social Innovation Monitor (SIM) ha individuato in Italia 197 incubatori di cui quasi il 60% si trova in Italia settentrionale. Interessante notare come anche grandi aziende stiano applicando strategie di open innovation tramite la creazione di programmi di corporate incubation. Alcuni esempi di corporate incubation sono: TIM #Wcap Accelerator e FoodForward di Deloitte Italia.
L'attività di incubazione non è stata limitata a paesi sviluppati; ambienti di incubazione sono ora in corso di costituzione nei paesi in via di sviluppo sollevando interesse per il sostegno finanziario da parte di organizzazioni come UNIDO e la World Bank.

## Italia
Al 2023 in 95% delle startup italiane fallisce entro i primi 4 anni di vita. Il 92% si ferma entro i primi 18 mesi.